# Francisco Goicolea
Francisco Javier Goicolea Areitio, plus connu comme Francisco Goicolea, né le 10 février 1927 à Durango (Pays basque, Espagne et mort le 8 septembre 2000), est un footballeur espagnol des années 1950 qui jouait au poste de gardien de but.

## Biographie
Francisco Goicolea débute à l'âge de 24 ans en première division du championnat d'Espagne avec le Real Valladolid lors de la saison 1951-1952. En deux saisons à Valladolid, il joue un total de 44 matchs en championnat. Il est sélectionné en équipe d'Espagne B.
En 1953, il est recruté par le FC Barcelone où il est remplaçant d'Antoni Ramallets jusqu'en 1959, date à laquelle il met un terme à sa carrière. Il est prêté au CD Condal lors de la saison 1956-1957 qui voit le club descendre en deuxième division.
Avec Barcelone, il remporte la Coupe Eva Duarte en 1954.

## Palmarès
Avec le FC Barcelone :
- Vainqueur de la Coupe Eva Duarte en 1954